# Bill's Gamblin' Hall and Saloon
O Bill's Gamblin' Hall and Saloon é um cassino e hotel localizado na Las Vegas Strip em Paradise, Nevada. O local anteriormente chamava-se Barbary Coast Hotel and Casino até ser vendido em 2007 para a Harrah's Entertainment que renomeou e reformou o prédio.

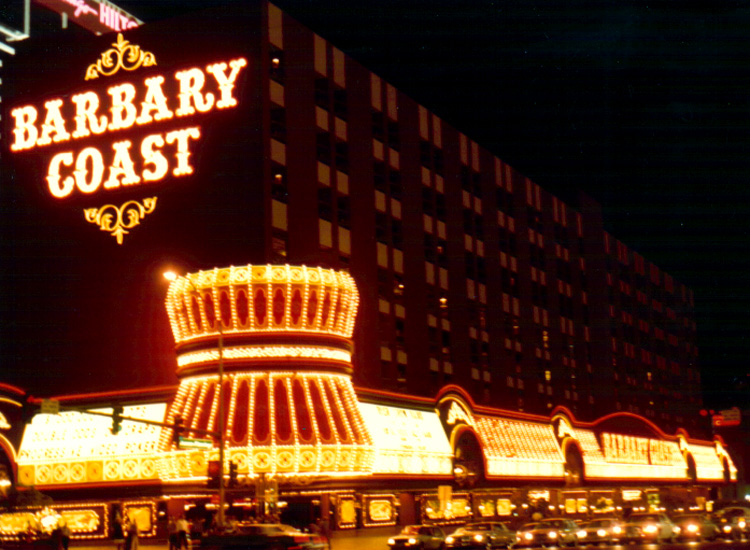
O Barbary Coast em 1983.